# Valerian D’Souza
Valerian D’Souza (ur. 3 października 1933 w Pune, zm. 25 lutego 2020) – indyjski duchowny rzymskokatolicki, w latach 1977 - 2009 biskup Pune.

## Życiorys
Święcenia kapłańskie przyjął 29 czerwca 1961. 7 lipca 1977 został prekonizowany biskupem Pune. Sakrę biskupią otrzymał 25 września 1977. 4 kwietnia 2009 przeszedł na emeryturę.